# استراد میناخ
استراد میناخ (به انگلیسی: Ystrad Mynach) یک شهرک در ولز است. استراد میناخ ۱۳٬۵۰۰ نفر جمعیت دارد.